# Giải bóng đá nữ vô địch quốc gia 2002
Giải bóng đá nữ vô địch quốc gia 2002 là mùa giải thứ 5 của Giải bóng đá nữ vô địch quốc gia do Liên đoàn bóng đá Việt Nam tổ chức. Mùa giải lần này diễn ra theo hai giai đoạn, giai đoạn 1 thi đấu tại Thành phố Hồ Chí Minh từ 12 tháng 7 đến ngày 25 tháng 7 năm 2002 và giai đoạn 2 thi đấu tại Hà Nội và Hà Tây từ ngày 4 tháng 8 đến ngày 20 tháng 8 năm 2002.
Giải bóng đá nữ vô địch quốc gia lần này đóng vai trò là giải bóng đá nữ tại Đại hội Thể dục Thể thao toàn quốc 2002.

## Các đội bóng
9 đội bóng tham dự được chia làm hai bảng A và B. Bảng A gồm Hà Nội, Thành phố Hồ Chí Minh, Hải Phòng, Quảng Ngãi và Long An; bảng B gồm Than Việt Nam, Hà Tây, Hà Nam và Cần Thơ. 

## Thể thức thi đấu
Chín đội bóng được chia thành hai bảng, thi đấu qua hai giai đoạn. Cả hai giai đoạn đều có thể thức giống nhau, với một vòng bảng và một vòng đấu loại trực tiếp. Tại vòng bảng, các đội thi đấu theo thể thức vòng tròn một lượt tính điểm, hai đội đứng đầu mỗi bảng lọt vào bán kết. Hai đội thắng vòng bán kết thi đấu để tranh ngôi vô địch của giai đoạn, hai đội thua thi đấu trận tranh hạng ba. Giữa hai giai đoạn, các đội xếp thứ hai và thứ tư của bảng đấu sẽ chuyển sang bảng khác và ngược lại.
Nếu một đội bóng đứng đầu ở cả hai giai đoạn, đội đó sẽ trở thành đội vô địch của giải đấu. Trong những trường hợp còn lại, một trận đấu nữa sẽ được tổ chức để xác định đội giành chức vô địch chung cuộc của giải đấu.

## Giai đoạn 1

### Vòng bảng

#### Bảng A
- Ngày 12/7/2002:
  - Sân Quận 8, Hà Nội 9-1 Quảng Ngãi

Hồng Phúc (1-HN), Huỳnh Thị Hiệp (10-QN), Minh Nguyệt (35,47,64-HN), Ngọc Châm (2 bàn), Nguyễn Thị Hà, Tuyết Mai, Thúy Nga (HN).
- - Sân Tao Đàn (Quận 1), Long An 4-0 Hải Phòng

Nguyễn Thị Anh Võ (4 bàn).
- Ngày 15/7/2002:
  - Sân Quận 8, Hồ Chí Minh 12-0 Quảng Ngãi

Huyền Trang và Thu Hà (3 Bàn); Hồng Tiến, Lê Thị Vui (2), Kim Hồng, Kim Phụng, Kim Chi.
- - Sân Tao Đàn, Long An 1-1 Quảng Ngãi.

- Ngày 17/7/2002:
  - Sân Quận 8, Hồ Chí Minh 5-0 Quảng Ngãi

Lưu Ngọc Mai (3,9-HCM), Thu Hà (1 bàn) và Kim Chi (2 bàn).
- - Sân Tao Đàn, Hà Nội 1-0 Long An

Minh Nguyệt (56-HN).
- Ngày 19/7/2002:
  - Sân Quận 8, Hồ Chí Minh 0-0 Hà Nội, khán giả: 3000 người.
  - Sân Tao Đàn, Quảng Ngãi 9-1 Hải Phòng

#### Bảng B
Ngày 16/7/2002:
- Hà Nam 0-0 Than Việt Nam (Than Quảng Ninh)
- Hà Tây 4-0 Cần Thơ

Phương Dung, Lê Thị Oanh, Nguyễn Thị Phương và Đào Thúy Miện.
Ngày 20/7/2002:
- Hà Nam 1-2 Hà Tây

Nguyễn Thị Nga (45-Hà Tây), Lê Thị Oanh (51-Hà Tây), Nguyễn Thị Hương (77-Hà Nam)
- Than Việt Nam 7-0 Cần Thơ

Kết thúc vòng loại bảng B, Hà Tây xếp thứ nhất với 7 điểm, Than Việt Nam đứng thứ hai với 5 điểm, Hà Nam đứng ở vị trí thứ ba được 4 điểm. Cần Thơ xếp cuối, không được điểm nào.

### Vòng đấu loại trực tiếp

#### Bán kết
Ngày 23/7/2002:
- Hồ Chí Minh 2-1 Quảng Ninh

Lê Thị Vui (18-HCM), Lưu Ngọc Mai (24-HCM); Hoài Thu (25-Quảng Ninh).
- Hà Tây 1-0 Hà Nội

Nguyễn Thị Phương (Hà Tây) (Pen.)

#### Tranh hạng ba
Ngày 25/7/2002:
- Hà Nội 3-0 Quảng Ninh

Minh Nguyệt (1), Ngọc Châm (2)

#### Chung kết
Ngày 25/7/2002:
- Hồ Chí Minh 1-0 Hà Tây

Kim Chi (1)

## Giai đoạn 2

### Vòng đấu loại trực tiếp

#### Bán kết
Ngày 16/8/2002:
- Hồ Chí Minh 3-0 Hà Tây

Lê Thị Vui (50-HCM); Kim Chi (60-HCM); Ngọc Mai (77-HCM)
- Hà Nội 2-1 Quảng Ninh

Quỳnh Anh (6-QN); Nguyễn Thị Hà (24,44-HN)

#### Tranh hạng ba
Ngày 18/8/2002:
- Than Quảng Ninh (Than Việt Nam) 0-4 Hà Tây

Với kết quả này, Hà Tây giành hạng ba chung cuộc mùa giải này.

#### Chung kết
Ngày 18/8/2002:
- Hồ Chí Minh 1-2 Hà Nội

Ngọc Châm (4, 58-HN), Kim Chi (50-TP HCM)

## Chung kết tổng
Ngày 20/8/2002:
- Sân Hà Nội, Hà Nội 1-1 (4-5, pen.) Hồ Chí Minh

Ghi bàn: Kim Chi (55-HCM), Minh Nguyệt (78-HN)

## Tổng kết mùa giải
- TP HCM nhận Cup và 60 triệu đồng.
- Đội á quân Hà Nội nhận cờ, huy chương và 30 triệu đồng.
- Đội đoạt HC đồng Hà Tây nhận cờ, huy chương và 15 triệu đồng.
- Cầu thủ hay nhất giải: Phùng Thị Minh Nguyệt (Hà Nội).
- Vua phá lưới:Lưu Ngọc Mai (TP HCM, 12 bàn).
- Thủ môn xuất sắc: Nguyễn Thị Kim Hồng (TP HCM)
- Giải phong cách: Than Việt Nam.[3]